# Маниловський Погост
Мани́ловський Погост (рос. Маныловский Погост) — присілок у складі Тотемського району Вологодської області, Росія. Входить до складу Толшменського сільського поселення.

## Населення
Населення — 33 особи (2010; 43 у 2002).
Національний склад (станом на 2002 рік):
- росіяни — 100 %